# Spicara maena
La chucla (Spicara maena) es una especie de pez perciforme de la familia Centracanthidae.

## Descripción
Los machos pueden llegar alcanzar los 25 cm de longitud total y las hembras 21.
De color gris de plomo en el dorso.

## Distribución
Se encuentra desde Portugal, Marruecos e Islas Canarias hasta el mar mediterráneo y el mar negro.

## Subespecies
- Spicara maena flexuosa
- Spicara maena maena